# الشركة الكويتية للأكسجين والأسيتيلين
جالف كرايو (Gulf Cryo) (سابقاً شركة الكويت للأكسجين والأستيلين) تأسست في عام 1953 من قبل الراحل سالم الهنيدي في الكويت، وهو أول مصنع للغاز الطبيعي في منطقة الخليج العربي، تقوم الشركة بتصنيع وتوريد والغازات الطبية والصناعية المتخصصة لمجموعة واسعة من الصناعات في جميع أنحاء الشرق الأوسط. وكانت الشركة المصنعة الغاز الأولى في الكويت لتوفير الغازات الصناعية مثل الأكسجين والنيتروجين لازدهار صناعة النفط المحلية.